# Санта здоровань
Санта здоровань — американський комедійний фільм 1996 року,  режисера Джона Марловскі з Галком Гоганом у головній ролі.

## Сюжет
У переддень Різдва ексцентричний мільйонер Торн, м'язистий гігант, одягнувшись у хакі, бігає зі своїми друзями по місту, лякаючи поліцейських зброєю, що стріляє фарбою. Поліцейські, ситі по горло дитячістю мільйонера-хулігана, заганяють Торна в супермаркет..